# فيضانات نيوساوث ويلز 2022
فيضانات نيوساوث ويلز 2022 اندلعت فيضانات غزيرة في مناطق الساحل الأوسط وسيدني في نيوساوث ويلز أستراليا بداية من أوائل يوليو 2022. نزح حوالي 85000 شخص بسبب الفيضانات أو طلبت السلطات مغادرة منازلهم. كانت أضرار الفيضانات كبيرة لأن الأمطار سقطت على أرض مشبعة بالفعل بعد شهور من هطول الأمطار الغزيرة مسبقًا. كان هذا ثالث فيضان كبير في ذلك العام لبعض المناطق في الساحل الشرقي.
تم توفير مدفوعات الكوارث اعتبارًا من 6 يوليو حيث أعلنت الولاية تمويل الكوارث الطبيعية لـ 29 منطقة حكومية محلية عبر سيدني الكبرى وهوكيسبيري وهنتر فالي والساحل الأوسط وإيلاوارا. قام كل من رئيس الوزراء أنطوني ألبانيز ورئيس وزراء نيو ساوث ويلز دومينيك بيروت بزيارة المواقع التي دمرتها الفيضانات في شمال غرب سيدني. اكتشفت دراسة في عام 2021 بدأتها الحكومة أن رفع جدار سد واراجامبا كان الخيار الأفضل لتقليل المخاطر على الحياة وتلف الممتلكات والتكلفة.